# Доджвілл (містечко, Вісконсин)
Доджвілл (англ. Dodgeville) — місто (англ. town) в США, в окрузі Айова штату Вісконсин. Населення — 1586 осіб (2020).

## Демографія
Згідно з переписом 2010 року, у місті мешкало 1708 осіб у 645 домогосподарствах у складі 510 родин. Було 738 помешкань
Расовий склад населення:
| - 97,4 % — білих - 1,2 % — азіатів - 0,3 % — чорних або афроамериканців - 0,1 % — корінних американців |

До двох чи більше рас належало 0,6 %. Частка іспаномовних становила 1,1 % від усіх жителів.
За віковим діапазоном населення розподілялося таким чином: 24,5 % — особи молодші 18 років, 61,8 % — особи у віці 18—64 років, 13,7 % — особи у віці 65 років та старші. Медіана віку мешканця становила 44,5 року. На 100 осіб жіночої статі у місті припадало 102,1 чоловіків;  на 100 жінок у віці від 18 років та старших — 101,7 чоловіків також старших 18 років.
Середній дохід на одне домашнє господарство  становив 95 640 доларів США (медіана — 74 130), а середній дохід на одну сім'ю — 105 937 доларів (медіана — 85 455). Медіана доходів становила 53 611 долар для чоловіків та 39 013 долари для жінок. За межею бідності перебувало 6,0 % осіб, у тому числі 8,8 % дітей у віці до 18 років та 3,8 % осіб у віці 65 років та старших.
Цивільне працевлаштоване населення становило 862 особи. Основні галузі зайнятості: освіта, охорона здоров'я та соціальна допомога — 24,6 %, роздрібна торгівля — 22,6 %, виробництво — 10,1 %, будівництво — 7,8 %.